# Museet for Søfart

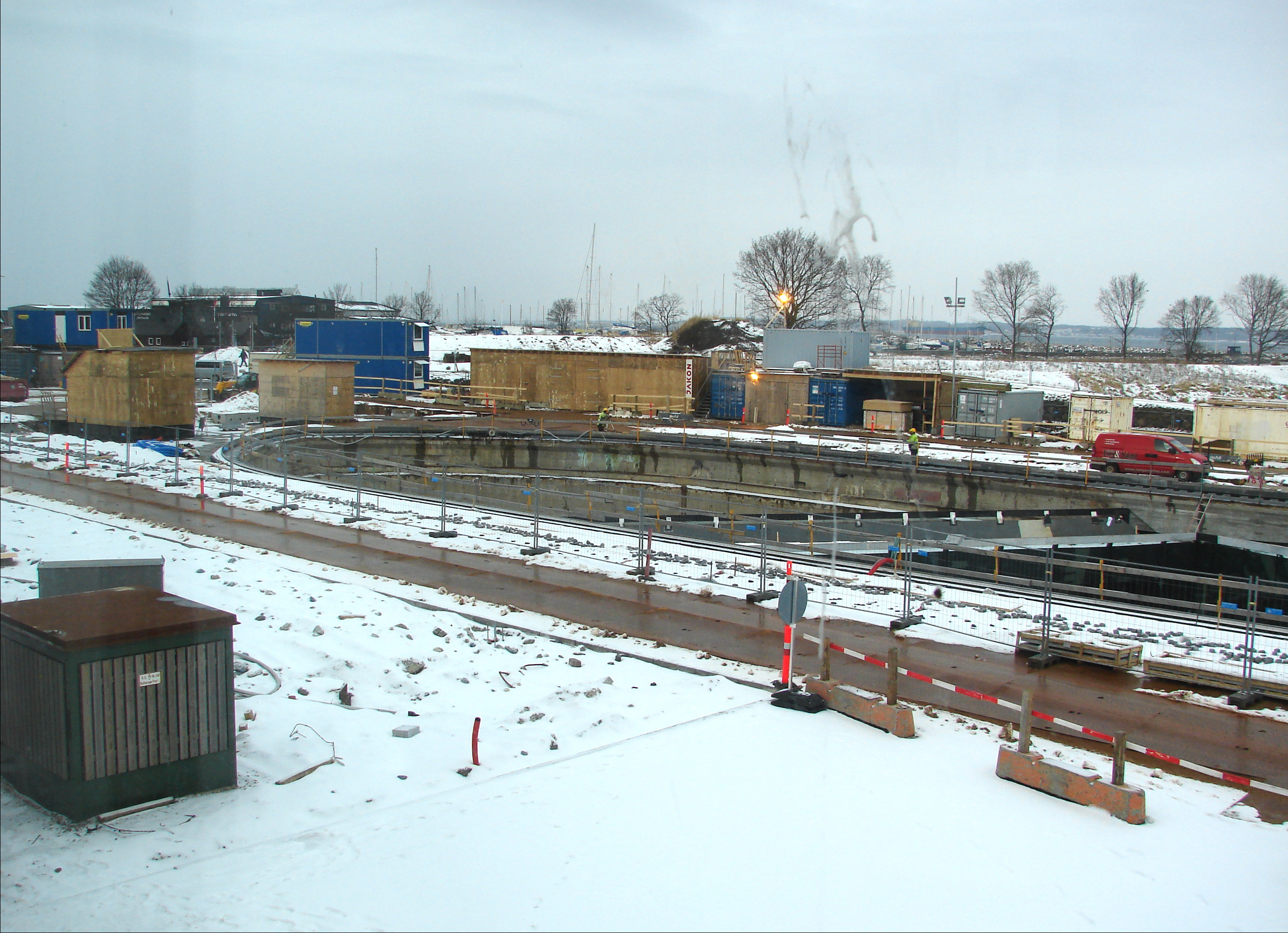
Museet under uppförande februari 2013 i sin nya underjordiska byggnad.

M/S Museet for Søfart, tidigare Handels- og Søfartsmuseet, är ett danskt sjöfartsmuseum i Helsingør.
Museet fanns från början på Kronborg Slot i Helsingør, men flyttade 2013 in i en nybyggnad placerad i en av Helsingør Skibsværft og Maskinbyggeris tidigare torrdockor nära slottet. 
Museet är en självständig institution, vars drift framför allt finansieras med medel från det danska kulturministeriet.

## Ny museibyggnad
Museet grundades 1914. Det bytte namn 2012 till M/S Museet for Søfart. och flyttade 2013 till en ny, underjordisk byggnad i och runt om den 150 meter långa, 25 meter breda och 9 meter djupa Docka nummer 1 på det tidigare Helsingør Skibsværft og Maskinbyggeri. Byggnaden ritades av BIG under ledning av Bjarke Ingels efter en arkitekttävling. Den underjordiska byggnaden är på 7 600 kvadratmeter.